# Zygmunt Młynarczyk
Zygmunt Młynarczyk (ur. 1946 w Stefanowie) – polski geolog, profesor UAM.

## Życiorys
Jest absolwentem Wydziału Biologii i Nauk o Ziemi Uniwersytetu im. Adama Mickiewicza w Poznaniu. Tytuł magistra uzyskał w 1970. Od września 1971 pracował jako asystent pod kierunkiem prof. Bogumiła Krygowskiego w Zakładzie Geografii Fizycznej Instytutu Geografii UAM. Doktoryzował się w 1979, a habilitował w 1998. W 2013 otrzymał tytuł profesora. Od 1979 do 2001 był adiunktem, najpierw w Zakładzie Geomorfologii, a potem w Zakładzie Paleografii Czwartorzędu (pod kierownictwem prof. Karola Rotnickiego). Od 2001 jest kierownikiem Zakładu Centrum Turystyki i Rekreacji. 
Pracował także w Gnieźnieńskiej Szkole Wyższej Milenium oraz Wyższej Szkole Zarządzania i Przedsiębiorczości im. B. Jańskiego w Łomży.
Otrzymał nagrodę indywidualną III stopnia Ministra Nauki, Szkolnictwa Wyższego i Techniki za pracę Rola wielkości i kształtu ziarna w transporcie fluwialnym.
W 2008 został honorowym obywatelem Zbąszynia.